# Nazionale di atletica leggera dell'Ucraina
La nazionale di atletica leggera dell'Ucraina è la rappresentativa dell'Ucraina nelle competizioni internazionali di atletica leggera riservate alle selezioni nazionali.

## Bilancio nelle competizioni internazionali
La nazionale ucraina di atletica leggera vanta 7 partecipazioni ai Giochi olimpici estivi su 29 edizioni disputate.
Le due medaglie d'oro olimpiche conquistate dall'Ucraina sono state vinte da Inesa Kravec', oro nel salto triplo a Atlanta 1996, e da Natalija Dobryns'ka, oro nell'eptathlon a Pechino 2008.
Ai Giochi olimpici di Atene 2004 Jurij Bilonoh vinse la medaglia d'oro nel getto del peso ma nel 2013 venne privato della medaglia dopo essere risultato positivo ad un test anti-doping retroattivo.